# サロニコス湾
サロニコス湾（ギリシア語: Σαρωνικός κόλπος / Saronikós kólpos）は、ギリシャ中部にある、エーゲ海が形成する湾。アッティカ半島、コリントス地峡、アルゴリダ半島（ペロポネソス半島の一部）に囲まれている。
ギリシャの首都アテネは、湾の東北に広がるアッティカ平野の中央に位置している。

## 名称
この湾は、サロニカ湾（英: Gulf of Saronica）やサロニック湾（Saronic Gulf）、アエギナ湾（Aegina Gulf）などの名称でも呼ばれる。

## 地理
この湾の北東角に位置するピレウスは、アテネの外港として知られる。湾の西北角ではコリントス地峡を貫いてコリントス運河が掘られており、コリンティアコス湾と水路で結ばれている。

ポロス島からのサロニコス湾眺望

### 下位の海域
- ファレロン湾 (Phaleron Bay)
- エレフシナ湾
- メガラ湾
- ソフィコ湾
- エピダヴロス湾

### 主要な島嶼
サロニコス湾には、サラミス島、アエギナ島、アンギストリ島、ポロス島やそのほかの小島嶼が所在しており、サロニカ諸島と呼ばれる。

### 主要な流入河川
- キフィソス川

### 沿岸自治体

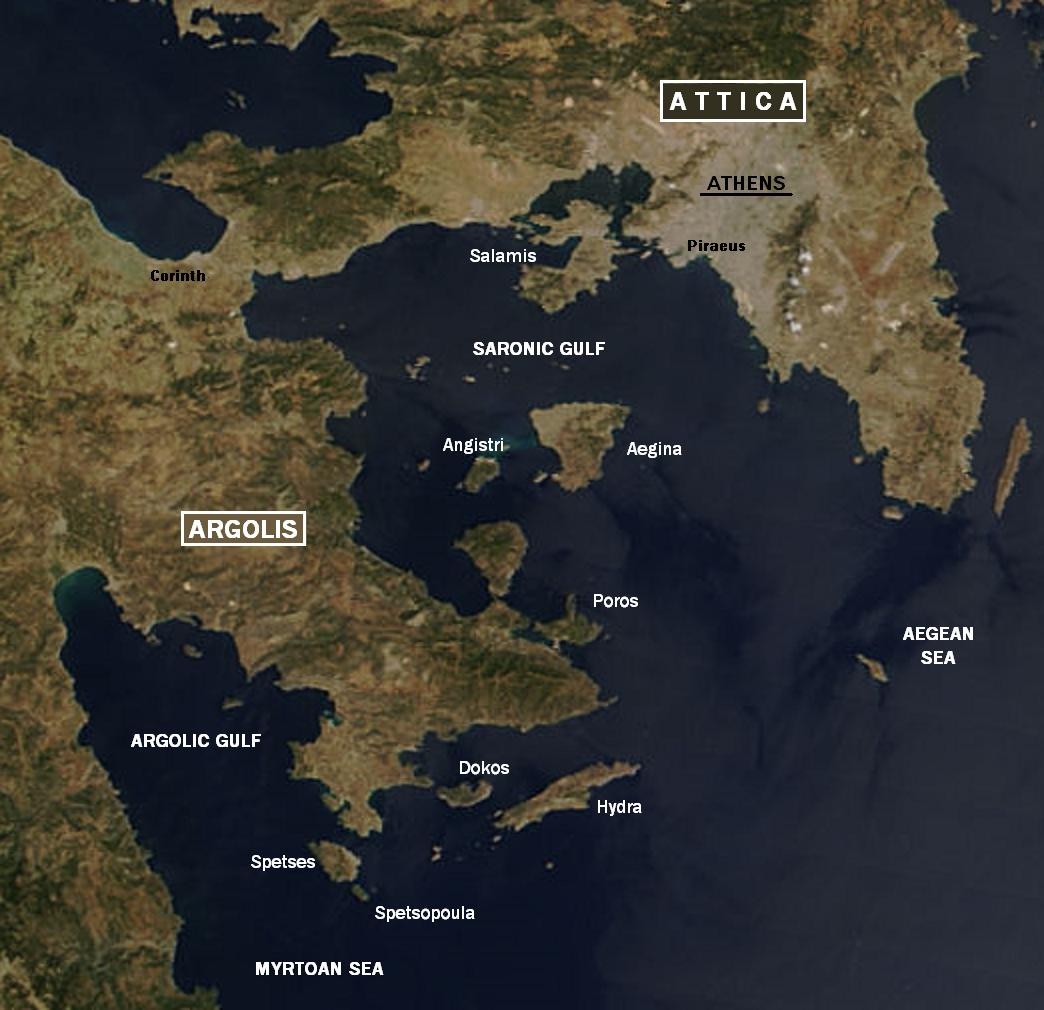
サロニコス湾

湾の北側はアッティカ地方、湾の西側はペロポネソス地方に属する。湾内のサロニカ諸島はアッティカ地方の所属である。また、湾の南側アルゴリダ半島のトリジナ（トロイゼーン）付近は、対岸であるアッティカ地方の飛び地となっている。
- アッティカ地方（アッティカ本土）：主要なもののみ
  - サロニコス（英語版）
  - ピレウス
  - ペラマ（英語版）
  - アスプロピルゴス（英語版）
  - エレフシナ（英語版）
  - メガラ
- ペロポネソス地方
  - ルトラキ＝アイイ・テオドリ（英語版）
  - コリントス
  - エピダヴロス
- アッティカ地方（アルゴリダ半島）
  - トリジナ
  - ポロス

## 歴史
サロニコス湾周辺には考古学的な遺跡も多い。エピダウロスにある考古遺跡や、アエギア島のアパイアー神殿などである。
ペルシャ戦争の決戦として名高いサラミスの海戦は、この湾のピレウスとサラミス島との間で繰り広げられた。

## レジャー
セーリングは、サロニコス湾でも附近のアルゴリス湾でも同様に盛んである。夏季にエーゲ海諸島を北から吹くエテジアン（メルテミとも）という季節風は風力7にも達する激烈なもので、このシーズンにサロニコス湾はアッティカ本土からの一時的な避難所になる。